# Lista planetelor minore: 73001–74000
| Nume                                            | Denumire provizorie                             | Data descoperirii                               | Locul descoperirii                              | Descoperitor(i)                                 |                                                 |                                                 |                                                 |                                                 |                                                 |                                                 |                                                 |                                                 |                                                 |                                                 |                                                 |                                                 |                                                 |                                                 |                                                 |                                                 |                                                 |                                                 |                                                 |                                                 |                                                 |                                                 |                                                 |                                                 |                                                 |                                                 |                                                 |                                                 |                                                 |                                                 |                                                 |                                                 |                                                 |                                                 |                                                 |                                                 |                                                 |                                                 |                                                 |                                                 |                                                 |                                                 |                                                 |                                                 |                                                 |
| 73001–73100 Lista planetelor minore/73001–73100 | 73001–73100 Lista planetelor minore/73001–73100 | 73001–73100 Lista planetelor minore/73001–73100 | 73001–73100 Lista planetelor minore/73001–73100 | 73001–73100 Lista planetelor minore/73001–73100 | 73101–73200 Lista planetelor minore/73101–73200 | 73101–73200 Lista planetelor minore/73101–73200 | 73101–73200 Lista planetelor minore/73101–73200 | 73101–73200 Lista planetelor minore/73101–73200 | 73101–73200 Lista planetelor minore/73101–73200 | 73201–73300 Lista planetelor minore/73201–73300 | 73201–73300 Lista planetelor minore/73201–73300 | 73201–73300 Lista planetelor minore/73201–73300 | 73201–73300 Lista planetelor minore/73201–73300 | 73201–73300 Lista planetelor minore/73201–73300 | 73301–73400 Lista planetelor minore/73301–73400 | 73301–73400 Lista planetelor minore/73301–73400 | 73301–73400 Lista planetelor minore/73301–73400 | 73301–73400 Lista planetelor minore/73301–73400 | 73301–73400 Lista planetelor minore/73301–73400 | 73401–73500 Lista planetelor minore/73401–73500 | 73401–73500 Lista planetelor minore/73401–73500 | 73401–73500 Lista planetelor minore/73401–73500 | 73401–73500 Lista planetelor minore/73401–73500 | 73401–73500 Lista planetelor minore/73401–73500 | 73501–73600 Lista planetelor minore/73501–73600 | 73501–73600 Lista planetelor minore/73501–73600 | 73501–73600 Lista planetelor minore/73501–73600 | 73501–73600 Lista planetelor minore/73501–73600 | 73501–73600 Lista planetelor minore/73501–73600 | 73601–73700 Lista planetelor minore/73601–73700 | 73601–73700 Lista planetelor minore/73601–73700 | 73601–73700 Lista planetelor minore/73601–73700 | 73601–73700 Lista planetelor minore/73601–73700 | 73601–73700 Lista planetelor minore/73601–73700 | 73701–73800 Lista planetelor minore/73701–73800 | 73701–73800 Lista planetelor minore/73701–73800 | 73701–73800 Lista planetelor minore/73701–73800 | 73701–73800 Lista planetelor minore/73701–73800 | 73701–73800 Lista planetelor minore/73701–73800 | 73801–73900 Lista planetelor minore/73801–73900 | 73801–73900 Lista planetelor minore/73801–73900 | 73801–73900 Lista planetelor minore/73801–73900 | 73801–73900 Lista planetelor minore/73801–73900 | 73801–73900 Lista planetelor minore/73801–73900 | 73901–74000 Lista planetelor minore/73901–74000 | 73901–74000 Lista planetelor minore/73901–74000 | 73901–74000 Lista planetelor minore/73901–74000 | 73901–74000 Lista planetelor minore/73901–74000 | 73901–74000 Lista planetelor minore/73901–74000 |
| ----------------------------------------------- | ----------------------------------------------- | ----------------------------------------------- | ----------------------------------------------- | ----------------------------------------------- | ----------------------------------------------- | ----------------------------------------------- | ----------------------------------------------- | ----------------------------------------------- | ----------------------------------------------- | ----------------------------------------------- | ----------------------------------------------- | ----------------------------------------------- | ----------------------------------------------- | ----------------------------------------------- | ----------------------------------------------- | ----------------------------------------------- | ----------------------------------------------- | ----------------------------------------------- | ----------------------------------------------- | ----------------------------------------------- | ----------------------------------------------- | ----------------------------------------------- | ----------------------------------------------- | ----------------------------------------------- | ----------------------------------------------- | ----------------------------------------------- | ----------------------------------------------- | ----------------------------------------------- | ----------------------------------------------- | ----------------------------------------------- | ----------------------------------------------- | ----------------------------------------------- | ----------------------------------------------- | ----------------------------------------------- | ----------------------------------------------- | ----------------------------------------------- | ----------------------------------------------- | ----------------------------------------------- | ----------------------------------------------- | ----------------------------------------------- | ----------------------------------------------- | ----------------------------------------------- | ----------------------------------------------- | ----------------------------------------------- | ----------------------------------------------- | ----------------------------------------------- | ----------------------------------------------- | ----------------------------------------------- | ----------------------------------------------- |

| Predecesor: 72001–73000 | Lista planetelor minore 73001–74000 Semnificații ale numelor: 73001–74000 | Succesor: 74001–75000 |